# مارکو بیاگیانتی
مارکو بیاگیانتی (انگلیسی: Marco Biagianti؛ زادهٔ ۱۹ آوریل ۱۹۸۴) بازیکن فوتبال اهل ایتالیا است.
از باشگاه‌هایی که در آن بازی کرده‌است می‌توان به باشگاه فوتبال لیورنو، باشگاه فوتبال فیورنتینا، و باشگاه فوتبال کاتانیا اشاره کرد.